# Uśrednianie akcji
Uśrednianie akcji – strategia inwestycyjna, której głównym zadaniem jest minimalizowanie ryzyka inwestycyjnego poprzez rozłożenie inwestycji na kilka zleceń kupna w określonym czasie. Strategia jest używana w inwestowaniu w instrumenty finansowe m.in. akcje. Uśrednianie akcji może być nazywane także efektem średniej kosztów lub uśrednianiem kosztu dolara.

## Parametry strategii
Strategia uśredniania akcji zakłada zastosowanie trzech elementów: horyzontu inwestycyjnego, stałej kwoty do inwestycji i przedziałów czasowych pomiędzy poszczególnymi transakcjami. Elementem, który wyróżnia tę strategię na tle innych, jest fakt, że zlecenia kupna akcji są realizowane niezależnie od panującej sytuacji na rynku.

## Krytyka i skuteczność
Lucile Tomlinson w swojej książce "Practical Formulas For Succesful Investing" pisał, że obecnie nikt nie odkrył innej formuły, która dawałaby również dużą ufność w efekty inwestycyjne, jak formuła uśredniania kosztów. Opinia ta wiąże się z przekonaniem, że wraz z większą liczbą transakcji i dłuższym horyzontem inwestycyjnym, inwestor osiągnie lepsze wyniki z prowadzonej inwestycji, a także ograniczy ryzyko.